# Vordertreppe – Hintertreppe
Vordertreppe – Hintertreppe, auch genannt als Vordertreppe und Hintertreppe, ist ein 1914 gedrehter, jedoch erst 1916 aufgeführter deutscher Stummfilm in drei Akten. Unter der Regie von Urban Gad spielt Asta Nielsen die Hauptrolle. 

## Handlung
Flickschneiderstochter Sabine Schulze lebt mit ihren Eltern in einfachsten Verhältnissen in einem Hinterhauszimmer. Im Vorderhaus residiert unter anderem Husarenleutnant von Hammeln, ein Frauenheld, der jedoch notorische Geldsorgen hat. Sabine wird von Kellner Lehmann umworben, mit dem sie nach Willen der Eltern „so ziemlich“ verlobt ist, den sie jedoch beharrlich ignoriert. Erst als er ihr eines Tages ein mit ihrem Geburtsdatum (25[.]3[.]82) ausgefülltes Lotterielos schenkt, beachtet sie ihn und gibt ihm zum Dank einen Kuss. Ihr Ziel ist jedoch eine bessere Partie. Als sie zu ihrem Leidwesen eines Tages die Vordertreppe putzen muss, trifft sie auf von Hammeln. Beide plaudern miteinander und der Leutnant verabredet sich mit Sabine spontan zu einem Stelldichein. Sie gehen in ein Café, wobei von Hammeln bereits auf dem Hinweg von Sabines Verhalten irritiert ist, versucht er doch vergeblich, mit ihr als unstandesgemäßer Partie kein Aufsehen zu erregen. Auch im Kaffeehaus, in dem Lehmann als Kellner arbeitet, fällt Sabine durch ihre unkonventionelle, derbe Art auf, wobei sie Lehmann zu ignorieren versucht. Der Leutnant reagiert peinlich berührt, zumal ihm Sabine im Café auch stolz ihr Lotterielos zeigt. Als beide gehen, vergisst Sabine das Los auf dem Tisch und Lehmann nimmt es traurig an sich.
Sabine begibt sich mit von Hammeln in dessen Wohnung und schwelgt in Luxus. Seine teils rabiaten Annäherungsversuche wehrt sie ab. Zurück in ihrem Zimmer ist es die Mutter, die ihr wegen ihres Umgangs Vorwürfe macht. Die Aufregung legt sich, als von Hammeln der Familie kurz darauf einen Besuch abstattet: Die Sorge der Eltern um die Tochter wandelt sich in Stolz. Um aus seinen finanziellen Schwierigkeiten herauszukommen, sucht von Hammeln jedoch auch nach einer lukrativen „öffentlichen“ Beziehung und will sich mit der Tochter des Kommerzienrats Goldsohn verloben, was Goldsohn jedoch untersagt. Sabine wiederum wird plötzlich zur guten Partie: Von Hammeln erfährt aus der Zeitung, dass Sabines Los gewonnen und sie somit um 250.000 RM reicher gemacht hat. Kurzerhand begibt er sich in Gala-Uniform und mit Blumenstrauß zu Sabine und bittet sie um ihre Hand. Sabine, die vom Verlust des Loses und dem Hauptgewinn nichts weiß, nimmt die Verlobung überrascht und erfreut an. Es folgen verschiedene Unternehmungen, darunter ein Jahrmarktsbesuch, für den Sabine von ihrer älteren Schwester, die eine Affäre mit Goldsohn hat, herausgeputzt wird. Während Sabine begeistert die verschiedenen Attraktionen ausprobiert, wird von Hammeln schon bei der Fahrt mit der Schiffsschaukel schlecht. Längst plant von Hammeln, der nicht standesgemäßen Beziehung zu entkommen, und stiehlt der Familie Sabines ein kompromittierendes Foto Goldsohns.
Notgedrungen lädt von Hammeln Sabine und ihre Eltern zu einem Maskenball ein. Die Eltern erscheinen als Ritter und Insel Cuba, während Sabine als Libelle verkleidet im Saal ankommt. Alle drei fallen mit ihrer Maskerade auf, sonnen sich aber zunächst im Glanz der Gesellschaft. Nach einer Weile zieht sich Sabine jedoch mit Lehmann, der auf der Veranstaltung als Kellner arbeitet, zurück. Sie erkennt, dass sie viel eher zu ihm als zu von Hammeln gehört. Beide tun sich zusammen und können so zwei adelige Frauen beim Kartenspiel hereinlegen. Von Hammeln hat unterdessen mit seinem Erpressungsversuch bei Goldsohn Erfolg und wird dessen Tochter ehelichen dürfen. Sabine und ihre Eltern sind für ihn nun nicht mehr interessant und er begegnet ihnen mit der Kühle seines Standes. Aufgrund des auffälligen Verhaltens der Familie lässt von Hammeln Vater, Mutter und Tochter hinauswerfen, was erst nach einigen Handgreiflichkeiten gelingt. Sabine verkündet, froh über ihre Herkunft von der Hintertreppe zu sein. Lehmann folgt der Familie nach Hause und zeigt Sabine schließlich ihr Gewinnlos. Die Familie und Lehmann feiern den Gewinn.

## Produktionsnotizen
Das Lustspiel Vordertreppe – Hintertreppe basiert auf Motiven des Schauspiels Die Ehre von Hermann Sudermann aus dem Jahr 1890. Der Film thematisierte das im Wilhelminismus durchaus heikle, soziale Thema der Standesunterschiede und Standesdünkel und stellte auf humoristische Weise die Frage, inwieweit zwei Menschen aus unterschiedlichen Gesellschaftsschichten miteinander glücklich werden können. Thematisch ähnlich, jedoch dramatisch und mit deutlich sozialkritischeren Untertönen angelegt, war bereits der 1912 uraufgeführte Gad/Nielsen-Film Die arme Jenny, der zudem mit der Szene des Treppeputzens eine „sehr ähnlich inszenierte… Szene“ enthielt. Das Set der Vordertreppe wurde wiederum auch für den Film Die Tochter der Landstraße verwendet.
Gedreht wurde 1914 im Union-Atelier in Berlin-Tempelhof. Aufnahmeleiter Ernst Körner stand Regisseur Gad auch als Hilfsregisseur zur Seite. Die Filmbauten stammen aus der Hand von Fritz Seyffert. Durch den Ausbruch des Ersten Weltkriegs verzögerte sich die Veröffentlichung des Films. Er wurde am 3. September 1915 der Zensur vorgelegt, wobei verschiedene Szenen zensiert wurden. Unter anderem wurde eine Szene gestrichen, in der von Hammeln Sabine körperlich bedrängt, sowie zwei Schiebtanzszenen auf dem Maskenball. Die Zensur gab den Film dennoch nicht für Kinder frei. Der Film wurde am 24. März 1916 in den Berliner Union-Theatern uraufgeführt. Er lief auch international, unter anderem ab dem 23. August 1916 in Dänemark (unter dem Titel Forhus og Baghus) sowie 1918 in den Niederlanden, in den Kinos.
Vordertreppe – Hintertreppe besitzt drei Akte und war ursprünglich 1074 Meter lang. Die längste Kopie, die sich vom Film erhalten hat, ist 742 Meter lang. Kopien des Films befinden sich im Besitz des Bundesarchiv-Filmarchiv, der Friedrich-Wilhelm-Murnau-Stiftung, des Deutschen Filminstituts und des Gosfilmofond Moskau.

## Kritiken
In Der Kinematograph hieß es in Ausgabe Nr. 483 vom 29. März 1916, dass Asta Nielsen es den Zuschauer bedauern lasse, „dass wir sie so selten in humoristischen Rollen zu sehen bekommen. Sie ist und bleibt eine unserer vielseitigsten Künstlerinnen. Urban Gad hat wieder durch das Stilechte der Inszenierung seine grosse Meisterschaft bewiesen. Das Zimmer im Hinterhause sah man nicht nur – man roch es auch.“
In Reclams Filmführer heißt es, dass „der größte Aktivposten zweifellos das Spiel der Nielsen [ist]. Aber auch die Kamera löste sich gelegentlich von der Schablone: Einmal stellte Gad sie auf ein Karussell, so daß der Tanz der vorüberfliegenden Welt die Freude des Mädchens unmittelbar widerspiegelt.“
Heinrich Fraenkel befand, dass der Film „trotz der kitschigen Behandlung der sozialen Thematik […] durch die große Kunst der Nielsen berühmt geworden“ sei. Andere Kritiker sahen im Film „gewisse sozialkritische Haltungen“, so signalisiere der Film mit seiner ironischen Sicht Ansätze dafür, „eine wenn auch oberflächliche Widerspiegelung gesellschaftlicher Zustände der Wilhelminischen Ära ebenfalls in den Film einzubringen“, wodurch er sich in Ansätzen auch an zeitgenössische Bühnenstücke von Gerhart Hauptmann oder Arno Holz anlehne.